# Mašić
Mašić is een plaats in de gemeente Dragalić in de Kroatische provincie Brod-Posavina. De plaats telt 194 inwoners (2001).